# طريق وادي الحمامات

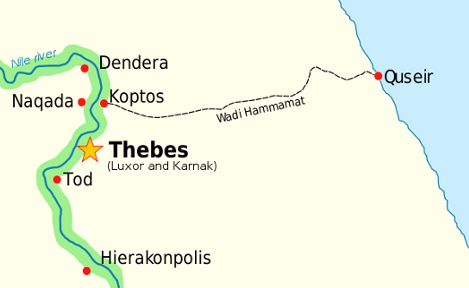
كانت قفط هي بداية الطريق المؤدي إلى القصير على ساحل البحر الأحمر. و قفط كانت تُدعى في العصر البطلمي كوبتوس.

وادي الحمامات، ( (بالإنجليزية: Valley of Many Baths) (بالقبطية: ⲣⲁϩⲱⲓⲙⲓ, ⲣⲁϩⲉⲛⲧⲟⲩ) طريق الأمواج، الطريق الهندي  ) هو قاع نهر جاف في الصحراء الشرقية لمصر موجود في منتصف الطريق بين القصير وقنا. وكان هذا الوادي الذي يقع شرق وادي النيل منطقة تعدين رئيسي وطريق تجاري في العصور القديمة، والمنحوتات الصخرية والكتابات الجدارية على مدارثلاثة آلاف سنة تجعل منها اليوم موقعًا علميًا وسياحيًا كبيرًا.

## طريق التجارة
أصبحت الحمامات هي الطريق الرئيسي من طيبة إلى البحر الأحمر و من ثم إلى طريق الحرير الذي يؤدي إلى آسيا، أو إلى شبه الجزيرة العربية والقرن الأفريقي. و كانت هذه الرحلة التي تمتد مسافة 200 كيلومترهي أكثر الطرق المباشرة التي تربط نهر النيل بالبحر الأحمر، حيث ينحرف النيل في اتجاه ساحل البحر الاحمر عند الطرف الغربي من الوادي.
يمتد طريق الحمامات من مدينة قفط (أو كوبتوس)، الواقعة شمال الأقصر مباشرة، إلى القصير على ساحل البحر الأحمر. و كانت قفط مركزًا مهمًا للإدارة والدين والتجارة. و المدن الواقعة في نهايتي الطريق قد قامت الأسرة الأولى بإنشائها، وذلك على الرغم من وجود أدلة أيضاً على طول الطريق تشير إلى أنه قد تم إستغلالها من قبل في عصور ما قبل الأسرات.

## المحاجر
كانت الحمامات في مصر القديمة منطقة محاجر رئيسية لوادي النيل. فقد تم تسجيل حملات قد تم إرسالها إلى محاجر الصحراء الشرقية يعود تاريخها إلى آلاف الثانية قبل الميلاد، حيث كشف الوادي عن صخور للدرع العربي النوبي تعود للعصر ما قبل الكمبري. ويتضمن ذلك صخور البازلت، و الشست، البيخن (و خصوصاً الحجر الرملي الأخضرالثمين الذي يتم إستخدامه في صنع الأطباق، ولوحات مستحضرات التجميل، والتماثيل، والتوابيت) و صخور الكوارتز التي تحتوي على الذهب. فلوحة نارمر التي يعود تاريخها إلى 3100 قبل الميلاد هي واحدة من عدد من القطع الأثرية، التي ترجع إلى عصر الأسرات المبكر وعصر ما قبل الأسرات، قد تم نحتها من حجر مميز قد تم إحضاره من وادي الحمامات.
لقد تم رصد الملك سيتي الأول تاريخياً وهو يقوم بحفر أول بئر بغرض توفير المياه في وادي الحمامات، كما أرسل سنوسرت الأول بعثات للتعدين هناك.
لقد تم وصف الموقع في أقدم خريطة جيولوجية قديمة معروفة، وهي خريطة بردية تورين.

## المنحوتات
أكثر ما تشتهر به الحمامات اليوم هو الرسومات المصرية القديمة على الجدران، فضلا عن أن المحجر في العصور القديمة كان يقع على طريق الحريرالمؤدي إلى آسيا، وتعد مقصداً معتاداً للسياح اليوم. و يحتوي الوادي على العديد من المنحوتات والنقوش التي يعود تاريخها من عصر الأسرات المبكر إلى العصر الحديث، بما في ذلك النقش الحجري الوحيد المطلي المعروف من الصحراء الشرقية، ورسومات قوارب القصب المصرية التي يعود تاريخها إلى 4000 قبل الميلاد .

## العصر المسيحي
قامت مجموعات الاحتلال بداية من العصور الرومانية - البيزنطية حتى العصر البطلمي المتأخر بتشغيل مناجم الذهب بالقرب من بئر بير أم الفواخر. ومع ذلك، فإن مناجم الذهب في عصر الدولة المصرية الحديثة في وادي السيد كان يتم تشغيلها على نطاق أوسع. :129,136-141
يمتد طريق وادي الحمامات الأسفلتي الحديث لمسافة 194 كم عبر الوادي، مما يجعله طريق نقل حيوي، ويمكن السياح من التنقل بسهولة بين مواقع الأقصر وطيبة القريبة.

## الوصف الأوروبي الحديث
كان أول توصيف أوربي لوادي الحمامات من أعمال المسافر الإسكتلندي جيمس بروس في عام 1769، وقاد عالم المصريات الروسي فلاديمير غولينيششيف أول دراسة حديثة للنقوش في 1884-1885.

## دلالات الكتاب المقدس
قد تم تسجيل فم الحيروث - التي تقع على الشاطئ الشرقي لسيناء جنوب خليج العقبة مباشرة ، بالقرب من ميناء إيليم في طيبة - في سفر الخروج كمحطة لهروب اليهود من مصر، مما يشير إلى أن طريقهم كان عبر الوادي الحمامات. [بحاجة لمصدر]

## الثقافة الشعبية
في عام 1993 ، كتب The Pogues أغنية عنها بعنوان Girl From the Wadi Hammamat في ألبومهم Waiting for Herb .

## روابط خارجية
- معرض صور زيارة لوادي الحمامات نسخة محفوظة 9 أغسطس 2008 على موقع واي باك مشين.
- كتابات ديموطيقية من وادي الحمامات ، من د. يوجين كروز-أوريبي، جامعة شمال أريزونا
- وادي الحمامات، الطريق إلى البحر ، صور ياركو كوبليكي
- نقوش الحمامات، مترجمة إلى اللغة الإنجليزية في مقدمة لتاريخ وثقافة مصر الفرعونية. أندريه دولينجر 2000. تم الاسترجاع سبتمبر 2007.
- بنك بيانات دوق البرديات الوثائقية. وادي همام: نصوص نوفو الجديدة بواخر الحمامات ، قاعدة بيانات للنقوش اليونانية في وادي الحمامات
- متحف ايجيبتياس، جامعة لايبزيج، "Steine der Pharaonen in Leipzig" : دليل معرض 2005 للأعمال الحجرية وصور وادي الحمامات